# Thank You! (PUFFYのアルバム)
『Thank You!』（サンキュー）は、2011年3月9日に発売されたPUFFYの11枚目のアルバム。

## 概要
オリジナル・アルバムとしては2009年の『Bring it!』以来、約1年9ヶ月ぶりの新作。なお、前作のリリースから1ヶ月後にリリースされたシングル「誰かが」は未収録となっている。
初回盤は、「はじまりのうた」から「ハッピーバースデイ」までのPVを収録したDVD付き。
全ての楽曲を固定のバンドメンバー（Gt:中重雄、フジタユウスケ、Bass:木下裕晴、Dr:川西幸一、Key:渡辺シュンスケ）でレコーディングしたのはPUFFY初の試みであり、アルバム・クレジットには2人の名前の下にメンバー5人の名前が並んでいる。2009年からバンドメンバーは変わっていない。一人のプロデューサーで製作するのは『59』（2004年）以来であり、5曲がバンドメンバー、2曲が奥田民生による作曲、その他は事前に多くのデモテープから選曲したというのは、近年の作品（好きなアーティストに作品提供・プロデュースを依頼する形）とは大きく傾向が異なる。作詞は奥田の提供曲以外は大貫亜美、吉村由美がほとんどを個人で手がけているという点も、それまでとは異なる。

## 収録曲

### CD
| #         | タイトル                                              | 作詞                                | 作曲                                          | 時間  |
| --------- | ----------------------------------------------------- | ----------------------------------- | --------------------------------------------- | ----- |
| 1.        | 「マイカントリーロード」                              | 奥田民生                            | 奥田民生                                      | 4:33  |
| 2.        | 「ジェットラブ」                                      | 吉村由美                            | 中重雄                                        | 3:21  |
| 3.        | 「R.G.W.」                                            | 奥田民生・PUFFY                     | 奥田民生                                      | 4:20  |
| 4.        | 「ほしガール」                                        | 吉村由美                            | COZZi                                         | 3:57  |
| 5.        | 「Wake up, Make up with ANI・Bose（スチャダラパー）」 | 大貫亜美・M. KOSHIMA・ Y. MATSUMOTO | 浅田将明                                      | 4:45  |
| 6.        | 「はるのうた」                                        | 大貫亜美                            | LINUS OF HOLLYWOOD・ Roger Joseph Manning Jr. | 4:44  |
| 7.        | 「恋のやまあらし」                                    | 大貫亜美                            | 青木多果                                      | 4:18  |
| 8.        | 「愛のオデッセイ」                                    | 吉村由美                            | 渡辺シュンスケ                                | 4:30  |
| 9.        | 「バンザーイ!」                                       | 吉村由美                            | フジタユウスケ                                | 3:13  |
| 10.       | 「フィッシュ・オン」                                  | 大貫亜美                            | 木下裕晴                                      | 3:49  |
| 11.       | 「NO!」                                               | 大貫亜美                            | 小形誠                                        | 4:04  |
| 12.       | 「欲望」                                              | 大貫亜美                            | フジタユウスケ                                | 4:34  |
| 13.       | 「ハッピーバースデイ」                                | PUFFY                               | David Myhr・Peter Kvint                       | 3:55  |
| 合計時間: | 合計時間:                                             | 合計時間:                           | 合計時間:                                     | 54:03 |

### 楽曲解説
1. マイカントリーロード
2. ジェットラブ
  - 「R.G.W.」のカップリング曲。
  - 日本テレビ系列情報バラエティ番組『DON!』テーマソング。
3. R.G.W.
  - 29thシングル。
  - アニメ映画『トイ・ストーリー3』ブルーレイ・DVDCMソング。
4. ほしガール
5. Wake up, Make up with ANI・Bose（スチャダラパー）
  - PUFFYの音源としては初めてラップを取り入れている。「ラップと云えば」ということで、スチャダラパーのMCである、BOSEとANIに依頼し、実現した。なお、2人は以前に『パパパパパフィー』にスチャダラパーとして出演したことがある。
6. はるのうた
  - 明光義塾CMソング。
  - LINUS OF HOLLYWOODからの提供は、「きみがすき」以来3年半ぶり。
7. 恋のやまあらし
  - 「R.G.W.」のカップリング曲。
  - テレビ神奈川ローカルバラエティ番組『戦国鍋TV 〜なんとなく歴史が学べる映像〜』エンディングテーマ。
8. 愛のオデッセイ
カートゥーン ネットワーク「CARTOON TUNES」。
9. バンザーイ!
  - 「ハッピーバースデイ」のカップリング曲。
  - 森永乳業「エスキモーMOW」CMソング。
10. フィッシュ・オン
  - 映画『宇宙で1番ワガママな星』主題歌。この映画の監督伊東寛晃はPUFFYの番組のディレクターをしていた繋がりで、歌詞中の「イトウ」とは、彼の名前でもある。
11. NO!
12. 欲望
  - J SPORTS STADIUM2011シーズンテーマソング。
13. ハッピーバースデイ
  - 30thシングル。
  - テレビ東京系『JAPAN COUNTDOWN』2011年1月オープニングテーマ。

## 演奏
- PUFFY
  - Vocal
  - Harmony (#1.3.4.7.8)
- 川西幸一 (UNICORN)
  - Drums (#1-5.7-13)
  - Cute Tambourine, Hizaclaps (#6)
  - Handclaps (#13)
- 木下裕晴
  - Bass (#1.2.3.4.6-13)
  - Synthesizer (#8)
- 中重雄
  - Guitar (#1.3-13)
  - Surf Sounds (#2)
  - Handclaps (#2.13)
  - Fuzz Nii (#7)
  - Guitar Solo (#10)
- フジタユウスケ
  - Guitar (#1.9.12.13)
  - Harmony (#2.4.6.8.10.11.12.13)
- 妹尾隆一郎：Blues Harp (#1)
- 渡辺シュンスケ
  - Keyboards (#2.4-8.10.11.13)
  - Piano (#3.9.10.13)
  - Handclaps (#2.13)
  - Harmony (#5.10)
  - Vocoder (#8)
  - Programming (#5.8)
- Gunso, Yuko dos from Kyoto：Handclaps (#2.13)
- Yossy, Maiky, Loki, Zacky：Handclaps (#2)
- 河合誠一マイケル
  - Percussion (#5.6.8)
  - Tambourine (#13)
  - Handclaps (#2)
  - Hizaclaps (#6)
- ANI、BOSE (スチャダラパー)：Rap (#5)
- Drum,Jr.：Handclaps (#13)